# صحيفة الصريح (فلسطين)
صحيفة الصريح هي صحيفة إسبوعية، وتعتبر صحيفة انتقادية وسياسية، صدرت في يافا بسنة 1948م، على يد الصحافي هاشم السبع، حيث انه قد كان ناشرها ومحررها بذات الوقت.

## أسباب إطلاقها
منذ أن كان السبع طفلا وقف ضد سلطات الانتداب، وكما أنه قد كان عضوا في حزب الاستقلال الذي دعا إلى اتحاد القومية العربية، حيث أنه أراد تأسيس الصحيفة لتكون نقدية لأنه إمتاز بنشاطه السياسي، كما أنه قد أسس صحيفتين مع صحفيين من يافا، لكن الصحيفتين لم تصمدا طويلا، لذا أسس صحيفة الصريح.

## وظيفة الصحيفة
كانت وظيفة الصحيفة أو بلغة أخرى الامر التي أتت لأجله واضحا، فقد كانت صحيفة نقدية تركز على كشف السلوك الخاص بالسلطات والقيادات المحلية والقطرية، وحقيقةً هذه الصحيفة جاءت خصيصا لهذه المسألة، ولكن إتضح لاحقا إن السبع كان يوجه النقد بواسطة ابتزاز شخصيات ومنظمات معينة.

## إصدار الصحيفة
لم يكن صدورها منتظما  فقد إنتقل السبع في منتصف نيسان من سنة 1948م إلى جنين وأصدر هنالك أربعة أعداد من الصحيفة، وبعد عودته من مصر حيث انه قد أمضي سنة هنالك، أصدر الصحيفة مرة أخرى في نابلس، وبعد مرور شهر تقريبا انتقل إلى القدس واستمر بإصدار الصحيفة هنالك حيث أنها كانت تطبع في مطبعة دار الأيتام الإسلامية حتى تشرين الثاني من سنة 1957م.

## النشر بالصحيفة
يعتبر السبع المحرر والكاتب المركزي للصحيفة، لكن أحيانا ساهم أشخاص غير السبع في كتابة مقالات قصيرة للصحيفة، وفي أحيان أخرى قام المحرر بنشر مقالات صحافية سبق أن نشرت في صحف أخرى خارج البلاد.

## معاينة الصحيفة
اضغط هنا